# Al-Mitras
Al-Mitras (arab. المتراس) – miejscowość w Syrii, w muhafazie Tartus. W 2004 roku liczyła 2138 mieszkańców.